# Ernst von Plener
Ernst Freiherr von Plener (* 18. Oktober 1841 in Eger, Böhmen; † 29. April 1923 in Wien) war ein führender Politiker Altösterreichs aus dem deutschliberalen Lager, Finanzminister und Rechnungshofpräsident.

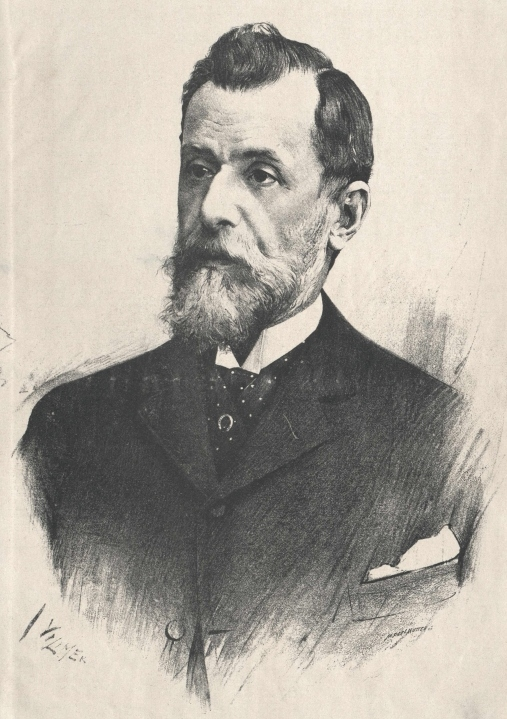
Ernst von Plener, 1897

## Leben
Als Sohn des kurz vor seinem Tod in den Freiherrnstand erhobenen Ignaz von Plener (1810–1908), der sich 1860–1865 als k.k. Finanzminister und 1867–1870 im so genannten „Bürgerministerium“ als k.k. Handelsminister Cisleithaniens in der Übergangsphase vom Neoabsolutismus zur konstitutionellen Monarchie bewährt hatte, wuchs Ernst von Plener ohne Schwierigkeiten in eine Rolle als Führungsfigur des liberalen Lagers hinein. Zunächst übernahm er diplomatische Aufgaben in Paris und 1867 dann in London, wo sich seine Hochachtung für die britische Verfassung entwickelte.
1873 übernahm er von seinem Vater den Sitz der Handelskammer Eger im damals nach Kurien gewählten Abgeordnetenhaus des Reichsrates und trat den Vorsitz der Deutschliberalen (Verfassungs-)Partei an. 1878 befürwortete er die Österreich-Ungarn beim Berliner Kongress eingeräumte Besetzung der osmanischen Provinzen Bosnien und Herzegowina, was zur Spaltung der Partei führte.
In den sich seit der Mitte des 19. Jahrhunderts steigernden ethnischen Auseinandersetzungen innerhalb der Donaumonarchie vertrat er entschieden die deutschen Bürger der westlichen Reichshälfte (die in der Spätphase zur Unterscheidung von den „Reichsdeutschen“ auch „Deutschösterreicher“ genannt wurden).
Um die nationalen Spannungen in Böhmen zu verringern, setzte sich Plener für eine administrative Teilung des Kronlandes ein. Er war maßgeblich daran beteiligt, dass es in den 1890er-Jahren zur Teilung des dortigen Landesschulrates, des Landeskulturrates sowie zur Errichtung eines deutschen Senates beim Oberlandesgericht Prag kam. Weitergehende Bestrebungen Pleners scheiterten jedoch am Widerstand der tschechischen Parteien, die eine vollständige Zerreißung Böhmens befürchteten.
Seine höchste Funktion erreichte Ernst von Plener 1893 bis 1895 als k.k. Finanzminister. Er führte die von seinem Vorgänger Emil Steinbach angestoßenen Reformvorhaben, Valutareform und Personaleinkommensteuer, fort. Nach der Enthebung der Regierung 1895 durch den Kaiser verzichtete Plener darauf, wieder als Parlamentarier aktiv zu werden. 1895 bis 1918 war er Präsident des gemeinsamen Obersten Rechnungshofes, der die drei gemeinsamen (k.u.k.) Ministerien prüfte, die für ganz Österreich-Ungarn zuständig waren.
1900 wurde er vom Kaiser in das Herrenhaus des Reichsrates berufen. Dort trat er noch einmal entschieden gegen das allgemeine, gleiche Wahlrecht für Männer auf, weil er zu großen Einfluss der nicht-deutschen Bevölkerungsmehrheit fürchtete. 1907 wurde sein Vater kurz vor seinem Tod (1908) vom Kaiser in den erblichen Freiherrenstand erhoben; der Sohn war somit berechtigt, diesen (im Frühjahr 1919 generell abgeschafften) Adelstitel zu übernehmen.

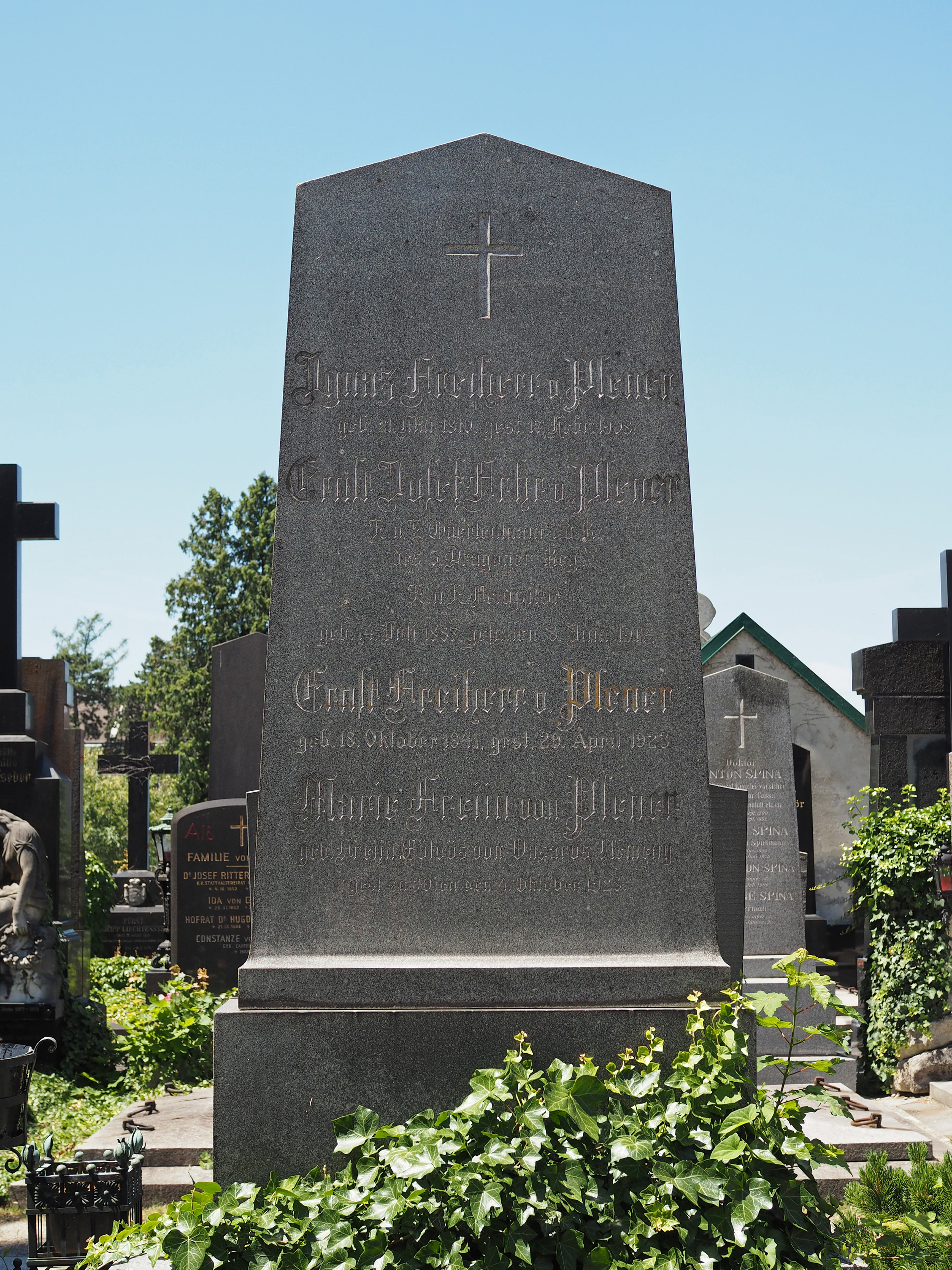
Grab von Ernst von Plener auf dem Hietzinger Friedhof

Pleners politische Basis, das deutschliberale Lager, eine Honoratiorenpartei, erwies sich angesichts der Verstärkung der Nationalitätenkonflikte, der in mehreren Etappen vorgenommenen Erweiterung des Wahlrechtes für Männer und des Aufkommens der modernen Massenparteien Christlichsoziale und Sozialdemokratie als zu schmal. Die Möglichkeit der Deutschliberalen, Repräsentanten des assimilierten Judentums an sich zu ziehen, reduzierte sich infolge des sich verstärkenden Antisemitismus. Ernst von Plener und seine politischen Freunde wie Ernest von Koerber, k.k. Ministerpräsident 1900–1904 und gemeinsamer Finanzminister 1915–16, und Josef Redlich, 1918 letzter k.k. Finanzminister, waren beim Kaiser und bei Experten hoch angesehene Männer, die aber letztlich nur als Fachleute, nicht als Parteipolitiker mit Machtbasis reüssieren konnten.
Ernst von Plener hat Erinnerungen in drei Bänden (Wien 1911–21) hinterlassen. Er fand seine letzte Ruhestätte in der Familiengruft auf dem Hietzinger Friedhof.

## Familie
Plener heiratete Marie Eötvös von Vásárosnamény (* 10. September 1851; † 4. Oktober 1928), eine Tochter des Ministers József Eötvös. Das Paar hatte mehrere Kinder.

## Ehrungen
- Dr. phil. (h. c.) Breslau
- I. Klasse des Ordens der Eisernen Krone (1895)
- Großkreuz des Leopold-Ordens (1911)
- Roter Adlerorden I. Klasse
- Ehrenlegion